# Нипауа
Нипауа (на английски: Neepawa) е град в Канада, провинция Манитоба, регион Уестмън. През 2011 г. градът има 3629 жители.